# 歐陽子
歐陽子（1939年4月5日—），本名洪智惠，女，台灣南投縣人，生於日本廣島縣，台灣作家。

## 生平
其父洪遜欣曾任司法院大法官。北一女中、國立臺灣大學外文系畢業，1960年與同學白先勇、王文興、陳若曦、李歐梵、劉紹銘等人創辦《現代文學》
，開始以「歐陽子」的筆名在《現代文學》寫小說。畢業後前往美國愛荷華大學小說創作班攻讀碩士，後進入伊利諾大學進修，以評論白先勇小說聞名，《王謝堂前的燕子》（1976年）一書就是以評論《台北人》各章小說的總評。
現旅居美國德克薩斯州專事寫作。
白先勇說：「歐陽子的小說有兩種中國小說傳統罕有的特質，一種是古典主義的藝術形式之控制，一種是成熟精緻的人心理之分析。前者表諸於她寫作的技巧，後者決定她題材的選擇。歐陽子最成功的幾篇小說，例如：網、覺醒、浪子、花瓶、最後一節課、魔女等，在小說形式之控制上，可以說做到了盡善盡美的程度。」
著有散文集《移植的櫻花》，小說集《那長頭髮的女孩》（1967年）、《秋葉》（1971年）。
1988年創作長篇小說《一個離奇的法律案件》，寫了四十萬餘字的手稿後發現結構失敗，乃撕毀手稿。

## 作品

### 小說與散文
- 《魔女》，1967。
- 《那長頭髮的女孩》，1967，出版者：文星書店。
- 《秋葉》，1971，出版者：晨鐘出版社。
- 《王謝堂前的燕子──《臺北人》的研析與索隱》，1976，出版者：爾雅出版社。
- 《移植的櫻花》，1978，出版者：爾雅出版社。
- 《歐陽子自選集》，1982，出版者：黎明文化公司。收錄《半個微笑》、《花瓶》、《木美人》等。
- 《生命的軌跡》，1988，出版者：九歌出版社。本書內自序提到內容為1978年出版《移植的櫻花》一書後，十年之間所創作並發表於國內報紙副刊的共二十五篇散文[4]。內收錄《一封無法投遞的信》、《廣島之旅》、《我的母親》、《我如何走上了文學寫作的路》、《談筆名》、《傷印》、《鄉土．血統．根》、《擒罪魁》、《吾女世和》、《盲障》等。
- 《歐陽子集》，1993，出版者：前衛出版社。
- 《魔女──歐陽子卷》，1994，出版者：中國人民大學出版社。
- 《跋涉山水歷史間──賞讀《文化苦旅》》，1998，出版者：爾雅出版社。
- 《魔女》，2005，出版者：花城出版社。

### 翻譯
- 《第二性 第一卷-形成期》， 1973，出版者：晨鐘出版社。
- 《第二性 第一卷-形成期》， 1992，出版者：志文出版社。